# 潮 (初代神風型駆逐艦)
|          |                                                                                  |
| 艦歴     |                                                                                  |
| 計画     | 明治37年度臨時軍事費                                                             |
| 起工     | 1905年4月12日                                                                    |
| 進水     | 1905年6月18日                                                                    |
| 就役     | 1905年7月15日                                                                    |
| その後   | 1912年8月28日三等駆逐艦 1924年12月1日掃海艇編入 1928年7月6日廃駆逐艦第12号と仮称 |
| 除籍     | 1928年4月1日                                                                     |
| 廃船     | 1929年1月31日                                                                    |
| 性能諸元 |                                                                                  |
| 排水量   | 常備：381t 満載：450t                                                            |
| 全長     | 69.2メートル                                                                     |
| 全幅     | 6.6メートル                                                                      |
| 吃水     | 1.8メートル                                                                      |
| 機関     | レシプロエンジン2基2軸、6,000hp                                                  |
| 最大速力 | 29ノット                                                                         |
| 航続距離 | 11ノット/850カイリ                                                               |
| 乗員     | 70人                                                                             |
| 兵装     | 80mm（40口径）単装砲 2門 80mm（28口径）単装砲 4門 450mm魚雷発射管 2門            |

潮（うしお / うしほ）は、大日本帝国海軍の駆逐艦で、神風型駆逐艦 (初代)の19番艦である。同名艦に吹雪型駆逐艦（「特II型、綾波型」）の「潮」があるため、こちらは「潮 (初代)」や「潮I」などと表記される。

## 艦歴
1905年（明治38年）2月15日、命名（製造番号第19号）。同年4月12日、呉海軍工廠で起工。同年6月18日、進水。同月28日、本型の中で最も早く駆逐艦として類別。同年7月15日、竣工。
第一次世界大戦では、青島の戦いに参加。シベリア出兵時には沿海州の沿岸警備を行った。
1924年（大正13年）12月1日、掃海艇に編入。潮型掃海艇となる。1928年（昭和3年）4月1日、除籍。同年7月6日、廃駆逐艦第12号と仮称。1929年（昭和4年）1月31日、廃船。

## 艦長
※『日本海軍史』第9巻・第10巻の「将官履歴」及び『官報』に基づく。
駆逐艦長
- 磯部忠次 少佐：1905年12月12日 - 1906年8月30日
- （兼）成瀬美雄 大尉：1906年8月30日 - 10月25日
- （兼）加々良乙比古 大尉：1906年10月25日 - 1907年1月12日
- 内倉利吉 大尉：1907年1月12日 - 1908年4月20日
- 鈴木辰雄 大尉：1908年4月20日 - 12月10日
- 西野作太郎 大尉：不詳 - 1909年4月12日
- 唐沢忠祥 大尉：1909年4月12日 - 1909年12月1日
- （兼）佐川英夫 大尉：1909年12月1日 - 1910年12月1日
- 石川清 大尉：1910年12月1日 - 1911年1月23日
- 岡田政次郎 少佐：1911年1月23日 - 8月19日
- 臼井国 大尉：1911年8月19日 - 1912年5月22日
- 野田為良 少佐：1912年5月22日 - 1913年4月1日
- 小沢潔 大尉：1913年4月1日 - 12月1日
- 石田正一 大尉：1913年12月1日 - 1914年8月7日
- 福本百太郎 大尉：1914年8月7日 - 1915年12月13日
- 柘植慶太郎 大尉：1915年12月13日 - 1917年6月1日
- 畠山義赴 大尉：1917年6月1日 - 8月23日
- 坪井丈左衛門 少佐：1917年8月23日 - 12月1日[8]
- 馬瀬篤治 大尉：1917年12月1日[8] - 1918年5月21日[9]
- 小山与四郎 大尉：1918年5月21日[9] - 1918年12月1日[10]
- 吉田庸光 大尉：1918年12月1日 - 1919年9月15日
- 岩村清一 大尉：1919年9月15日 - 1919年12月1日
- 小林廉也 大尉：1919年12月1日[11] - 1920年11月15日[12]
- 鈴木田幸造 大尉：1920年11月15日[12] - 1922年1月10日[13]
- （兼）山本正夫 大尉：1922年1月10日[13] - 7月20日[14]
- 阿部弘毅 大尉：1922年7月20日 - 1922年12月1日
- 藤田類太郎 大尉：1922年12月1日 - 1923年11月20日
- 大藤正直 大尉：1923年11月20日[15] -

掃海艇長
- 隈部勇 大尉：1924年12月1日[16] - 1925年12月1日[17]
- 牟田口格郎 大尉：1925年12月1日 - 1926年11月20日[18]